# Věžový vodojem Michelin
Věžový vodojem Michelin v Záběhlicích v Praze je zaniklý vodojem podniku Mitas ve Švehlově ulici, který stál v jeho severozápadní části. Ustoupil výstavbě Jižní spojky.

## Historie

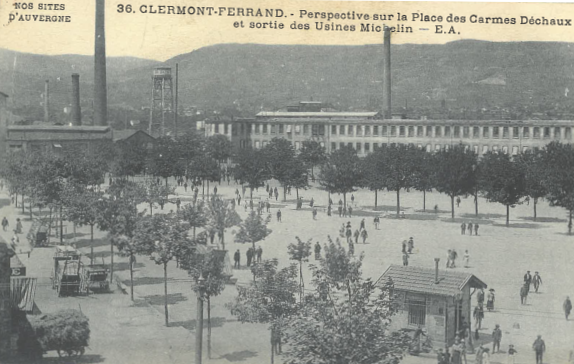
Továrna Michelin v Clermont- Ferrand, 1920

Vodojem byl postaven v letech 1932–1934 podle projektu projekční kanceláře Michelin, C. A., Clermont-Ferrand, pro francouzského výrobce pneumatik Michelin, který v Praze založil filiálku Pneu Michelin. Věžový vodojem pro požární zabezpečení provozů, jediný tohoto typu v Čechách, postavila firma Inž. bratři Kalichové, vodní technologii navrhl Emil Winter.
Vodojem plnil svou funkci i po roce 1948, kdy podnik přešel do majetku n.p. Mitas. K jeho demolici došlo 11. října 1989 poté, co ji pražští památkáři odsouhlasili.

## Popis
Sedmipodlažní vodojem měl 35 metrů vysoký železobetonový skelet, který nesl ocelovou válcovou nádrž s rovným dnem o objemu 100 m³. Čtyři nosné pilíře skeletu byly spojeny v pěti úrovních trámy. Ocelové žebříky a podesty zajišťovaly přístup k akumulaci.